# V Puppis
V Puppis är en förmörkelsevariabel av Beta Lyrae-typ (EB/SD) i stjärnbilden Akterskeppet. 
Stjärnan varierar mellan visuell magnitud +4,35 och 4,92 med en period av 1,4544859 dygn.